# Peter Laird

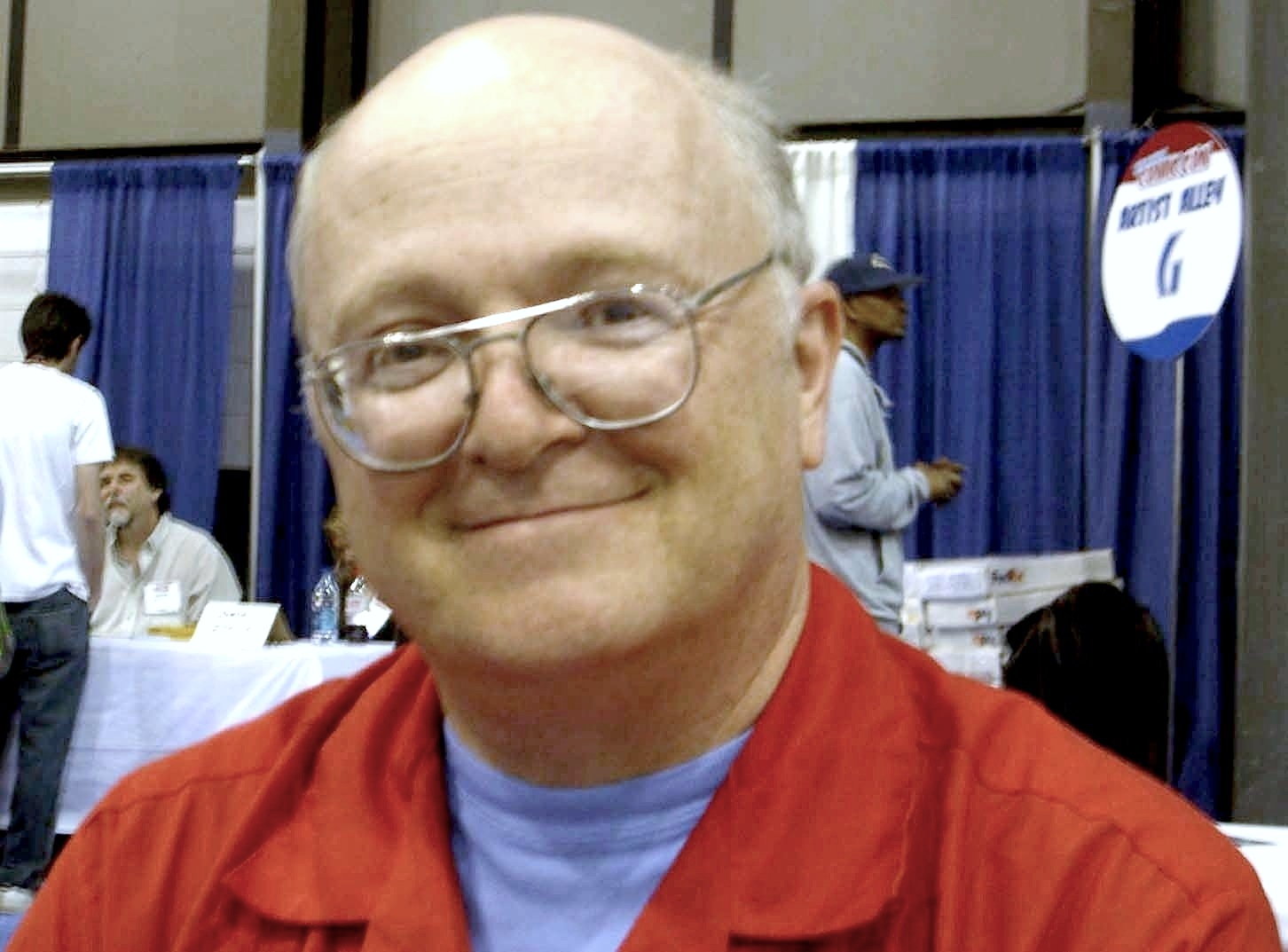
Peter Laird in 2008

Peter Alan Laird (North Adams (Massachusetts), 27 januari 1954) is een Amerikaans stripauteur. Hij is vooral bekend als medebedenker van de Teenage Mutant Ninja Turtles in 1983, samen met Kevin Eastman.
Laird en Eastman’s creaties werden een cultureel fenomeen wat de twee heren dwong het schrijf- en tekenwerk van de strips aan anderen over te laten en zich met de marketing bezig te houden. Uiteindelijk stopte Eastman ermee en verkocht zijn deel van de TMNT franchise aan Laird.
Laird richtte de Xeric Foundation op, een non-profitorganisatie die nieuwe stripauteurs de kans gaf zelf hun strips uit te brengen. 
Hoewel Laird nu alle rechten van de TMNT in handen had was hij maar minimaal betrokken bij de creatie van de eerste animatieserie en nog minder bij de Ninja Turtles: The Next Mutation serie. Laird nam echter wel een belangrijkere rol bij de creatie van de tweede animatieserie. Terwijl de laatste hand aan deze serie werd gelegd lanceerde hij alvast volume 4 van de originele stripserie. Toen deze serie en succes bleek, herlanceerde Laird ook de stripserie Tales of the Teenage Mutant Ninja Turtles.
Na een succesvolle deal om weer een TMNT film te maken, legde Laird het werk aan Volume 4 van de stripreeks even stil en richtte zich geheel op deze film. Hoewel de film inmiddels in de bioscopen draait is Laird nog niet verdergegaan met de stripreeks, waardoor sommige verhaallijnen onopgelost blijven.
Peter publiceerde samen met Jim Lawson ook de graphic novel Planet Racer. Deze graphic novel diende als basis voor een aflevering van het derde seizoen van de tweede TMNT animatieserie.
Laird heeft een goede band met Stan Sakai, wiens personage Miyamoto Usagi geregeld gastoptredens heeft in TMNT mediums en vice-versa.